# Капитан Николаев (ледокол)
Дизельный ледокол «Капитан Николаев» является вторым в серии из четырёх ледоколов класса «Капитан Сорокин», построенных финской верфью «Вяртсиля» по заказу СССР. Судно названо в честь полярного капитана Николая Михайловича Николаева (1897—1958). Головным является ледокол «Капитан Сорокин», построен 14 июля 1977 года.

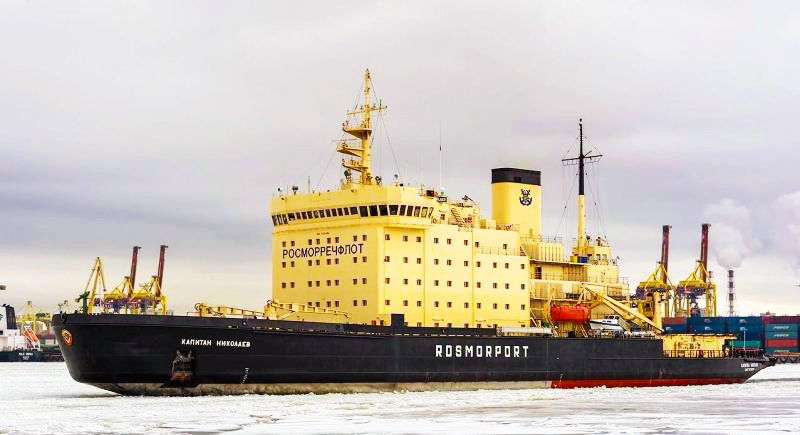
Ledokol-kapitan-nikolaev

Ледокол предназначен для работы в арктических морях.
Дизельный ледокол «Капитан Николаев» («Kapitan Nikolayev») IMO: 7413490, флаг Россия, порт приписки Санкт-Петербург, был заложен 15 декабря 1975 года, спущен на воду 30 июня 1977 года, построен 31 января 1978 года, строительный номер 412. Судостроитель: Wärtsilä, Хельсинки, Финляндия (с 2012 года Arctech Helsinki Shipyard). Владелец: ФГУП «Росморпорт», Россия. Оператор: Северо-Западный бассейновый филиал ФГУП «Росморпорта».

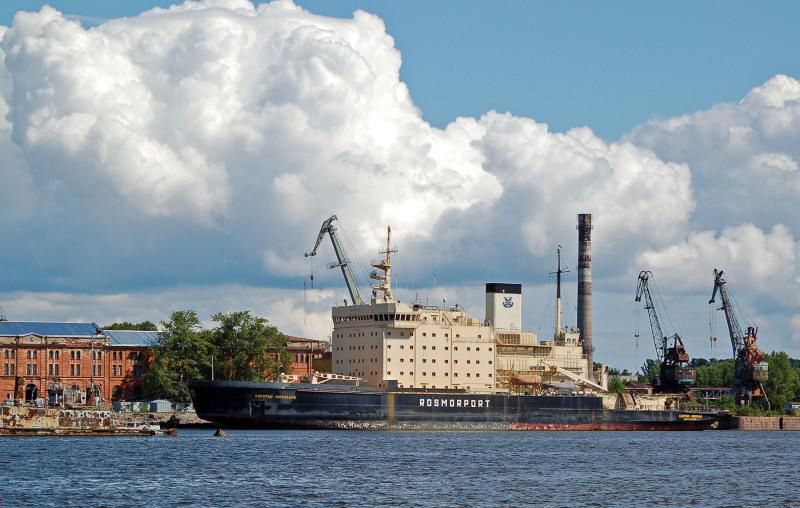
Ledokol-kapitan-nikolaev

Класс регистра: KM(*) LL3[2] AUT2 special purpose ship.

## Основные характеристики
- Валовая вместимость 14264 тонны,
- Дедвейт 4836 тонн.
- Длина 134,8 метра,
- Ширина 26,69 метра,
- Высота борта 12,3 метра,
- Осадка 8,5 метра.

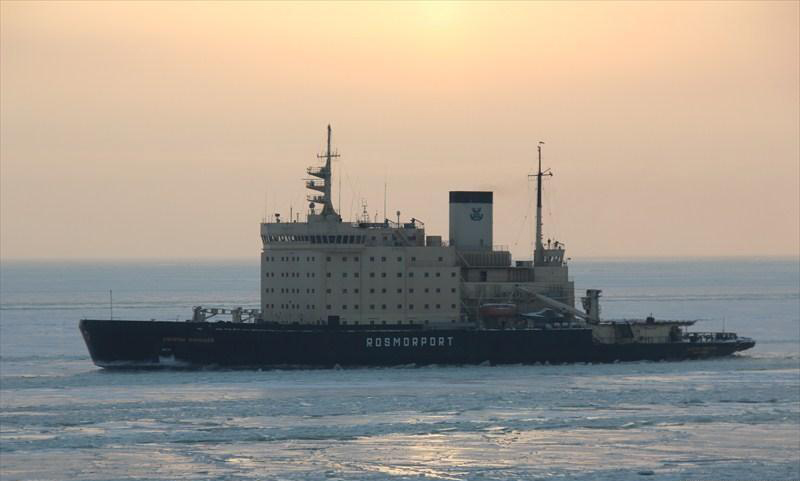
Ledokol-kapitan-nikolaev

- Скорость хода на чистой воде 19,2 узла.
- Автономность плавания 28-29 суток.
- Имеет 3 гребных винта в корме.

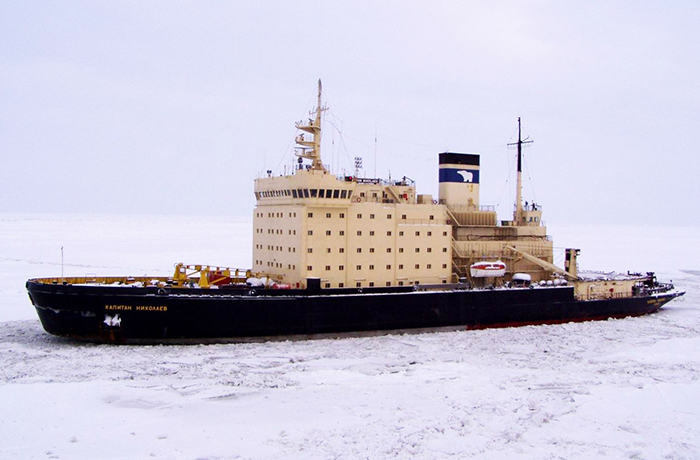
Ledokol-kapitan-nikolaev

В 2000—2001 годах ледокол «Капитан Николаев» реконструирован в ЛОРОН (ледокол обеспечения рейдовой отгрузки нефти) и приобрел дополнительные эксплуатационные качества. Впервые ЛОРОН «Капитан Николаев» выполнил задачу по обеспечению отгрузки нефти через морской рейдовый причал в районе портопункта Варандей на танкер «Волгоград» в феврале 2001 года. Именно эта операция положила начало важнейшему этапу в создании круглогодично действующей транспортно-технологической системы по вывозу углеводородного сырья, которое до этого могло отправляться потребителям только в сравнительно короткий безледовый период. Даже в самых суровых условиях арктической зимы, в полярную ночь и трескучие морозы, при ледяном панцире, сковывающем побережье Печорского моря, при подвижках ледовых полей ЛОРОН безотказно выполняет возложенные на него задачи.
После модернизации ледокол не утратил и своих основных функций по проводке судов во льдах. В промежутках между выполнением операций обеспечения отгрузки нефти, он занимается проводкой судов в Белом море на Кандалакшу, Архангельск, в порт Витино и на трассе Севморпути.
До 2011 года ледокол работал в Мурманском филиале ФГУП «Росморпорт» с портом приписки Мурманск. В 2011 году был переведен в Северо-Западный бассейновый филиал ФГУП «Росморпорта».
В ночь с 28 на 29 января 2014 года принял участие в спасательной операции рыбака-любителя в Финском заливе.
С февраля 2017 года обеспечивает движение судов в морской порт Усть-Луга.